# Platz der Weltausstellung

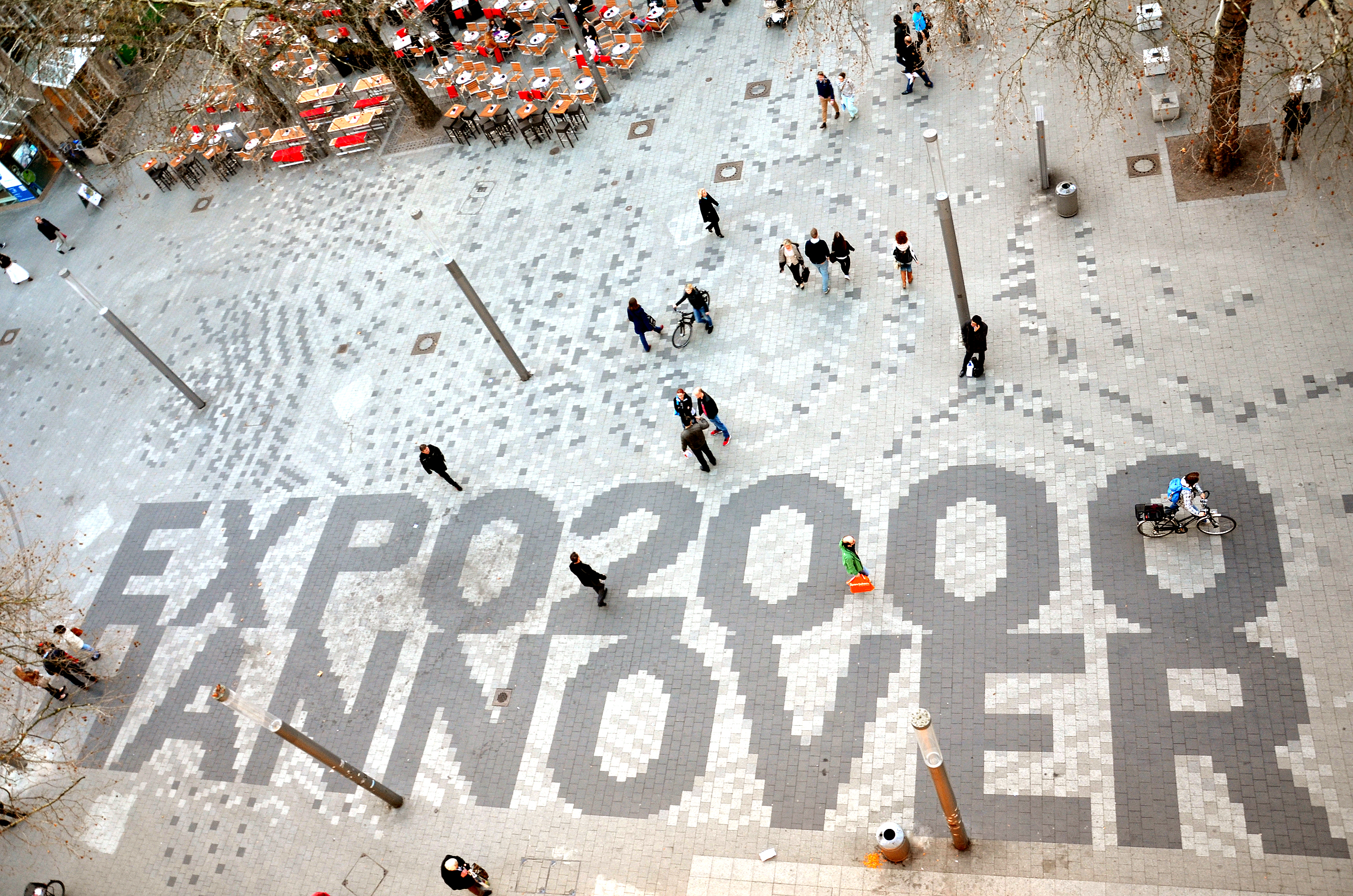
Schriftzug „Expo 2000 Hannover“; Mosaik auf dem Platz der Weltausstellung, von oben gesehen
März 2014, vom Dach von Mäntelhaus Kaiser

Der Platz der Weltausstellung in Hannover zwischen der Karmarsch-, Oster- und Grupenstraße erinnert mit seiner Namensgebung an die in Niedersachsen und ihrer Landeshauptstadt im Jahr 2000 veranstaltete Weltausstellung Expo 2000. Die erst nachträglich, 2001 so benannte Platzanlage, ist nur unwesentlich vom tatsächlichen geographischen Mittelpunkt der Stadt gelegen.
Nachdem durch die Vereinten Nationen das Anwachsen der Weltbevölkerung auf 7 Milliarden Menschen prognostiziert worden war, wurde am 28. Oktober 2011 auf dem Platz der Weltausstellung die erste von mehreren Weltbevölkerungsuhren in Hannover aufgestellt. Diese wurde jedoch schon im Juni 2013 auf den Platz vor dem Niedersachsenstadion transloziert.